# Codariocalyx motorius
Codariocalyx motorius là một loài thực vật có hoa trong họ Đậu. Loài này được (Houtt.) H.Ohashi miêu tả khoa học đầu tiên.
Loài này phân bố rộng rãi khắp Bangladesh, Bhutan, Campuchia, Trung Quốc, Ấn Độ, Indonesia, Lào, Malaysia, Myanmar, Nepal, Pakistan, Sri Lanka, Đài Loan, Thái Lan và Việt Nam. Nó thậm chí có thể được tìm thấy trên quần đảo Society, một chuỗi từ xa các đảo ở Nam Thái Bình Dương. Cây này có hoa nhỏ màu tím.

## Hình ảnh

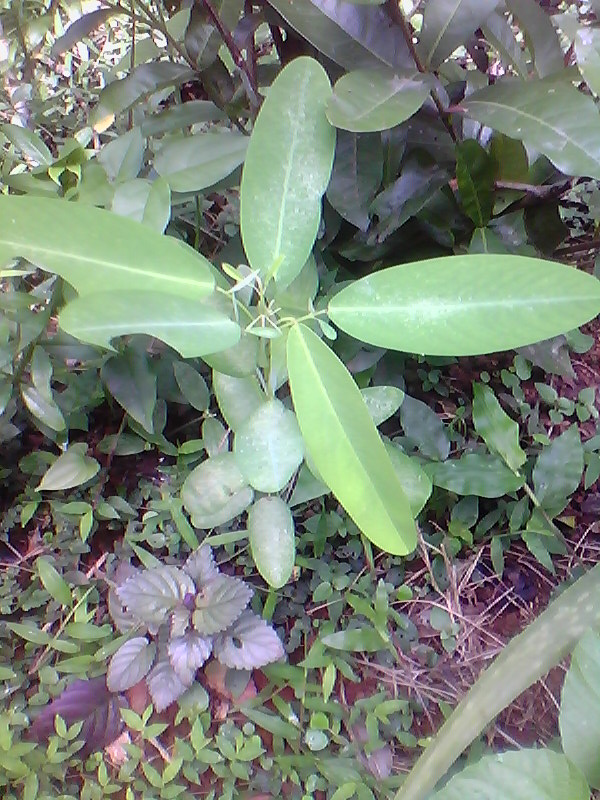
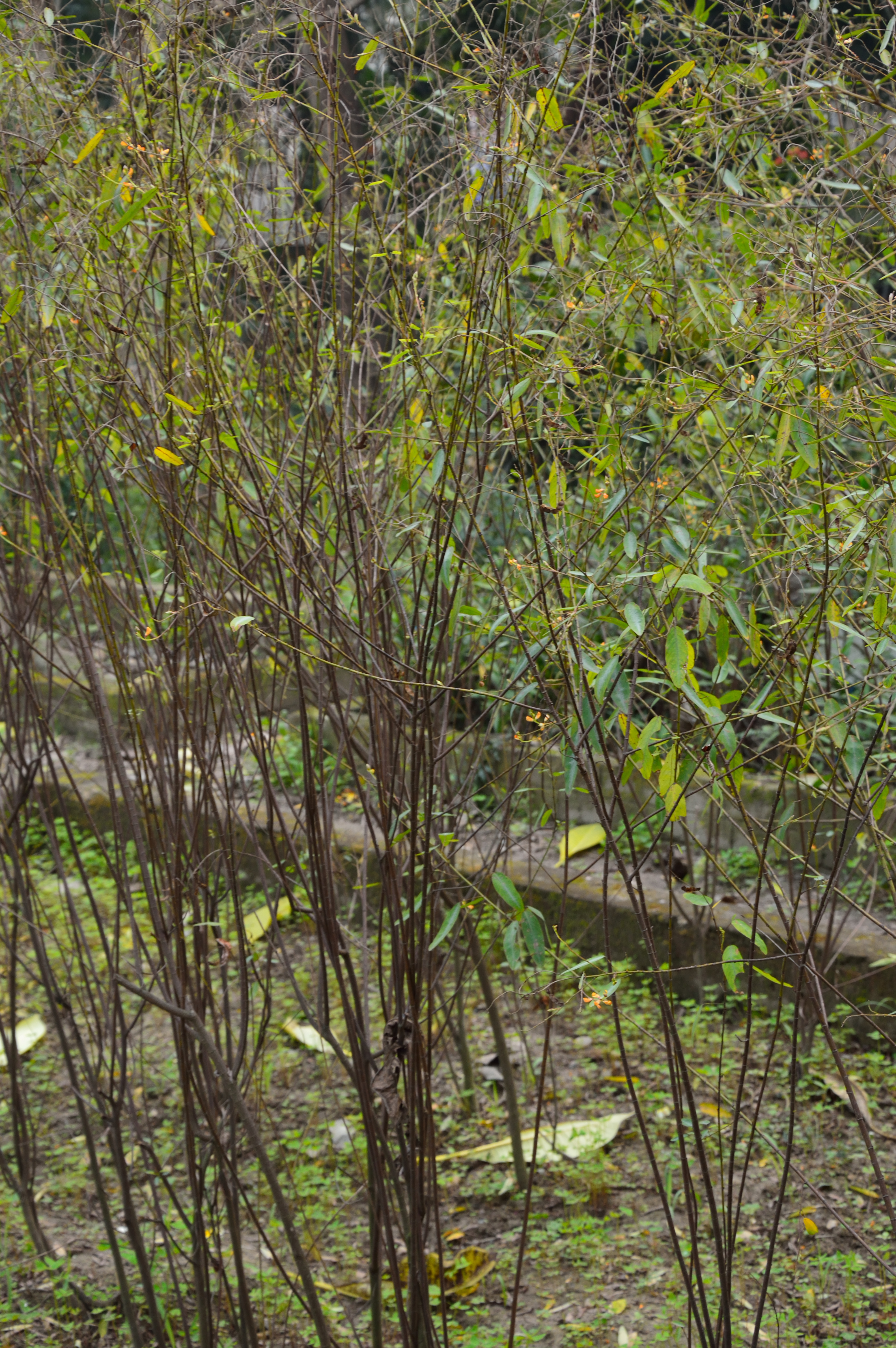
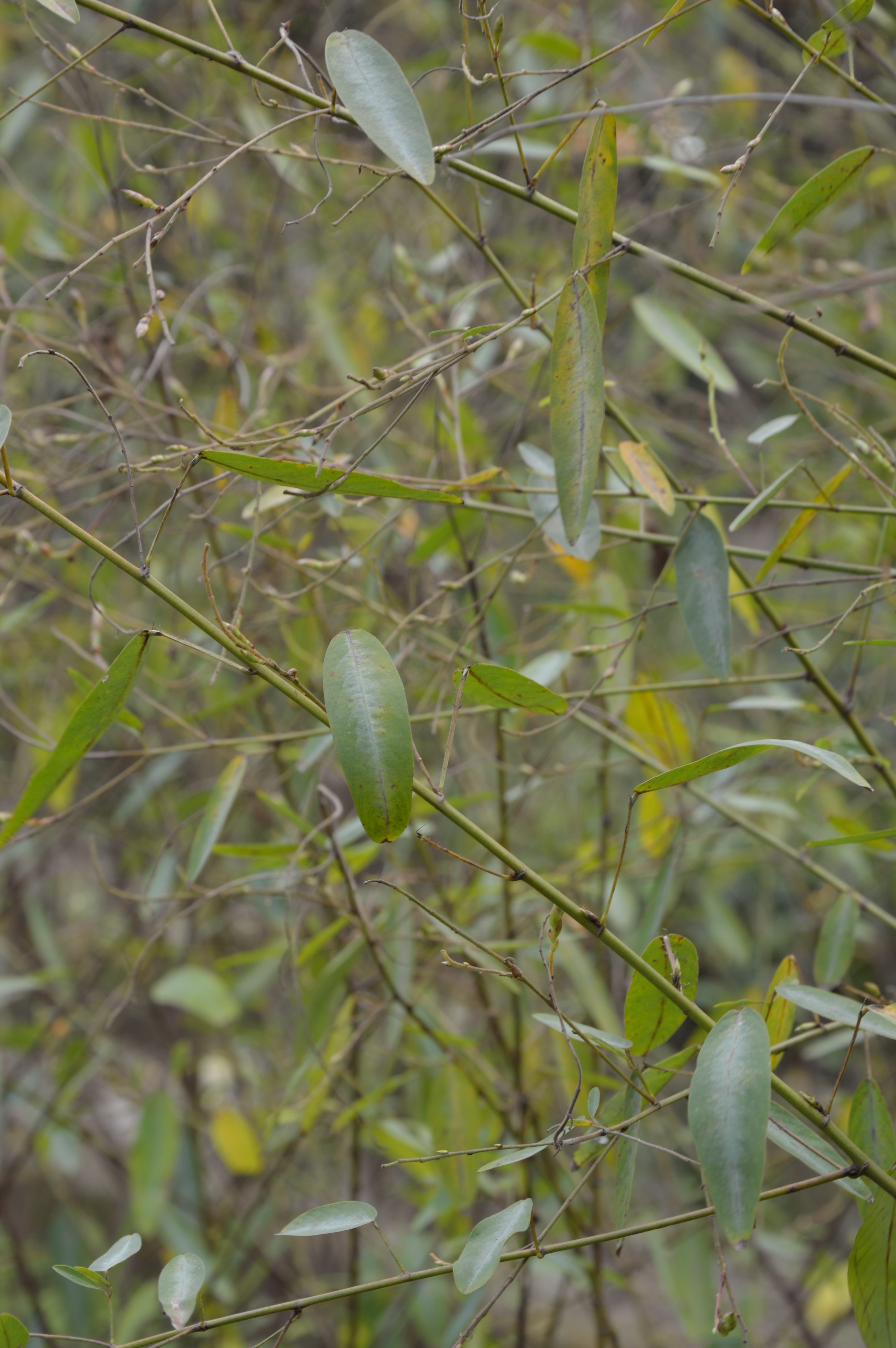
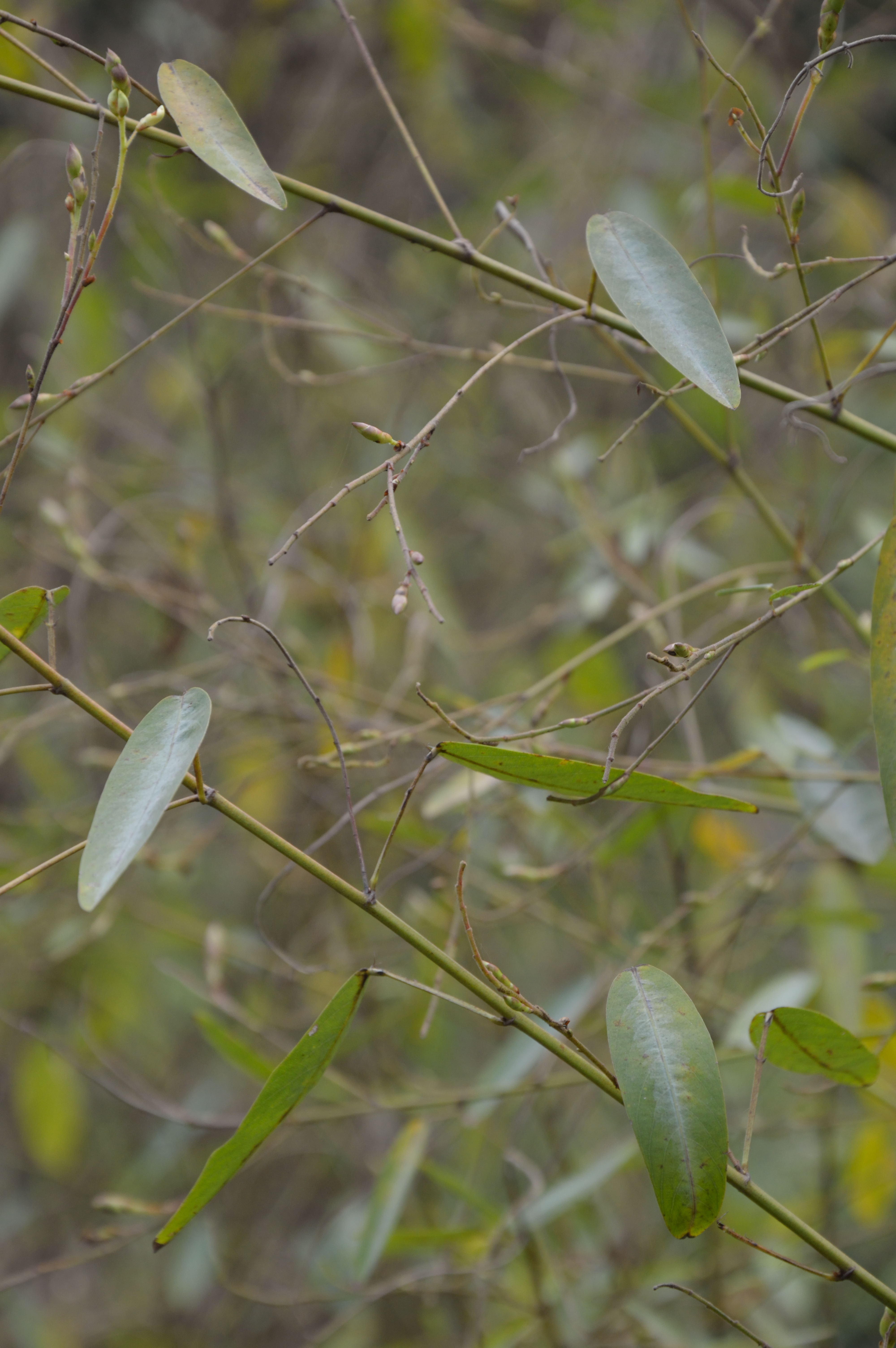